# El mercader de las cuatro estaciones
El mercader de las cuatro estaciones (Händler der vier Jahreszeiten) es una película alemana dirigido por Rainer Werner Fassbinder, lanzado en 1972.

## Trama
En la ciudad de Múnich de los años 50, Hans Epp, un ex oficial de policía que se convirtió en verdulero, se siente rechazado por su familia y su esposa, a la que desprecia, y comienza a consumir alcohol. Un ataque cardíaco lo obliga a contratar a un colaborador. Finalmente, su negocio prospera, pero Hans se vuelve más oscuro a medida que su familia piensa en él.

## Ficha técnica
- Título : El mercader de las cuatro estaciones
- Título original: Händler der vier Jahreszeiten
- Director: Rainer Werner Fassbinder
- Guion: Rainer Werner Fassbinder
- Fotografía: Dietrich Lohmann
- Montaje: Thea Eymèsz
- Decorados: Kurt Raab
- País de Origen: Alemania
- Formato: Color - 1.37:1 - Mono
- Género: Drama
- Duración: 88 minutos
- Fecha de estreno: 1972

## Elenco
- Hans Hirschmüller: Hans Epp
- Irm Hermann: Irmgard Epp
- Hanna Schygulla: Anna Epp, hermana de Hans
- Heide Simon: Heide, hermana de Hans
- Kurt Raab: Kurt
- Andrea Schober: Renate Epp, hija de Hans e Irmgard
- Gusti Kreissl: Madre de Hans
- Ingrid Caven: el gran amor de Hans
- Peter Chatel: Dr. Harlach
- Klaus Löwitsch: Harry Radek
- Karl Scheydt: Anzell
- Elga Sorbas: Mariele Kosemund, una prostituta
- Lilo Pempeit: Una clienta del comerciante
- Walter Sedlmayr: el vendedor
- Daniel Schmid: 1.er candidato
- Harry Baer: 2.º candidato
- Michael Fengler: El playboy
- Hark Bohm: El jefe de policía
- El Hedi ben Salem, Marian Seidowsky, Peter Gauhe, Sigi Grauer, Jürgen Prochnow, Rainer Werner Fassbinder.

- Selección en el Festival de Cine de Venecia de 1972 [3]